# زائور اوگویف
زائور اوگویف (به قموقی: За(в)у́р Ризва́нович Угу́ев؛ زادهٔ ۲۷ مارس ۱۹۹۵) کشتی‌گیر اهل روسیه در دستهٔ ۵۷ کیلوگرم کشتی آزاد است. او برنده مدال طلای المپیک ۲۰۲۰ توکیو و قهرمان کشتی جهان در سال‌های ۲۰۱۸ و ۲۰۱۹ است.

## فعالیت حرفه‌ای

### مسابقات قهرمانی کشتی جهان ۲۰۱۸
اوگویف در وزن ۵۷ کیلوگرم کشتی آزاد مسابقات قهرمانی کشتی جهان ۲۰۱۸ بوداپست حاضر بود که میهران یابوریان کشتی‌گیر ارمنی، رینیری اندریو کشتی‌گیر کوبایی و یوکی تاکاهاشی کشتی‌گیر ژاپنی را شکست داد و به فینال رسید. وی در فینال نوری‌سلام سانایف کشتی‌گیر قزاقستانی را شکست داد و مدال طلا وزن ۵۷ کیلوگرم را به دست آورد.

### مسابقات قهرمانی کشتی جهان ۲۰۱۹
اوگویف در وزن ۵۷ کیلوگرم کشتی آزاد مسابقات قهرمانی کشتی جهان ۲۰۱۹ نورسلطان حاضر بود که ماهر امیراصلانوف از آذربایجان، بخبایار اردنبات از مغولستان، رضا اطری از ایران و راوی کومار از هند را شکست داد و به فینال رسید. وی در فینال سلیمان آتلی از ترکیه را شکست داد و مدال طلا وزن ۵۷ کیلوگرم را به دست آورد.

### المپیک ۲۰۲۰ توکیو
اوگویف در وزن ۵۷ کیلوگرم کشتی آزاد المپیک ۲۰۲۰ توکیو حاضر بود که توماس گیلمن از آمریکا، غلام‌جان عبدالله‌یف از ازبکستان و رضا اطری از ایران را شکست داد و به فینال رسید. وی در فینال راوی کومار از هند را شکست داد و مدال طلا وزن ۵۷ کیلوگرم را بدست آورد.